# Distrito Federal
Distrito Federal er egentlig ikke en brailiansk delstat, selvom den oftest regnes som en sådan, men den er et føderalt distrikt, der adskiller sig fra landets øvrige stater ved at have sin egen lovgivning.
Den ligger i regionen Centro-Oeste og grænser op til Minas Gerais og Goiás.
- Wikimedia Commons har flere filer relateret til Distrito Federal

15°47′S 47°45′V / 15.78°S 47.75°V